# Talpa caeca
Talpa caeca là một loài động vật có vú trong họ Talpidae, bộ Soricomorpha. Loài này được Savi mô tả năm 1822.

## Hình ảnh

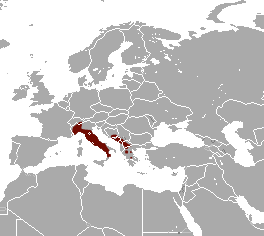